# Joy Fleming
Joy Fleming, nacida Erna Raad, casada con el nombre de Liebenow (Rockenhousen, Renania-Palatinado, 15 de noviembre de 1944-Sinsheim, Hilsbach, 27 de septiembre de 2017), fue una cantante alemana, probablemente más conocida por su participación en el Festival de la Canción de Eurovisión 1975, donde interpretó la canción «Ein Lied kann eine Brücke sein» («Una canción puede ser un puente»), que finalizó en el 17.º puesto con 15 puntos.

## Biografía
Nació en Rockenhausen (Alemania) en 1944. Era una afamada cantante de jazz y blues que inició su carrera artística en 1958, aunque el verdadero despegue fue en 1968 formando el grupo Joy & The Hitkids. 
Su carrera en solitario empezó en 1972 con el sencillo  "Neckarbrückenblues". La letra de su canción  "Ein lied kann eine brücke sein" -Una canción para tender un puente- en alusión a las dos Alemanias tuvo mucha repercusión posterior y por llevar mensaje político encubierto en referencia a la Europa de los bloques (comunista y occidental capitalista).
Tras este éxito, Joy siguió con su carrera en activo y se presentó más veces para representar a Alemania de nuevo en Eurovisión. Fue cuarta en las finales de 1986 y segunda en 2001 y 2002. Era todo una diva pop en su país a sus 73 años sin dejar de trabajar. Su último trabajo fue "Meine Welt" (2007).

## Paso por Eurovisión
Era una de las mujeres más conocidas en el mundo de la música en Alemania; su gran salto a la fama fue cuando en 1975 participó en el Festival de la canción de Eurovisión, cuando, pese a que no quedó en una buena posición, sin duda para muchos fue una de las grandes ganadoras de la noche musical a nivel europeo, ya que se podría decir que fue una de las primeras personas que introdujeron la modalidad de la música pop al festival, siendo además la única canción más "marchosa" de la noche. Recibió 15 puntos y ocupó la decimoséptima plaza de aquel año; sus puntos procedieron en orden decreciente desde Luxemburgo, España y Malta. Quizá fuera tan moderna para la época en la que tuvo que participar que su canción no fue reconocida como si a lo mejor hubiese participado ocho o nueve años más tarde, y sobre todo en la actualidad, donde el 95 % de las canciones que han ganado este festival desde 1997 se han basado en este género. Acompañada con unos coros geniales liderados por Madeline Bell, gran artista de jazz, recibieron una ovación del público sueco en la sala del St. Eriks Mässan Alvsjoe de Estocolmo.
En el festival de Eurovisión de 1986 participó en la eliminatoria nacional de Alemania con la canción "Miteinander". Su siguiente participación en Eurovisión vino en 2001 cuando bajo un arreglo algo confuso con la televisión suiza, cantó en combinación en la final alemana. La canción, "Power of True" (Poder de la verdad) fue interpretada con otras dos cantantes Lesley Bogaert y Brigitte Oelke obteniendo el segundo lugar. Joy hizo otro intento en 2002 y finalizó como subcampeona de nuevo, interpretando en ese momento "Joy to the World" (Alegría para el mundo) con el grupo Jambalaya.